# Princesse Kuniko
La princesse Kuniko (邦子内親王, Kuniko naishin'nō) (1209 – 26 septembre 1283) est une impératrice consort du Japon. Elle est la belle-mère (准母, Junbo) de l'empereur Go-Horikawa.

## Source de la traduction
- (en)/(ja) Cet article est partiellement ou en totalité issu des articles intitulés en anglais « Princess Kuniko » (voir la liste des auteurs) et en japonais « 邦子内親王 » (voir la liste des auteurs).